# Francisco Agamenilton Damascena
Francisco Agamenilton Damascena (Currais Novos, 26 de junho de 1975) é um prelado da Igreja Católica brasileiro, bispo de Luziânia.

## Biografia
Concluiu os estudos de Filosofia no Seminário Maior Nossa Senhora de Fátima de Brasília e no Pontifício Ateneu "Regina Apostolorum" de Roma, onde também obteve a Licenciatura em Filosofia. Possui Especialização em Docência Universitária pela Faculdade Mário Schenberg de Cotia, no Estado de São Paulo e Doutorado em Filosofia pela Pontifícia Universidade Lateranense de Roma.
Em 16 de setembro de 2000 foi ordenado diácono por Dom Jaime Vieira Rocha, na Catedral de Caicó. Foi ordenado padre em 19 de março de 2001, pelas mãos de Dom José da Silva Chaves, bispo-emérito de Uruaçu, em Niquelândia. Foi incardinado na Diocese de Uruaçu, onde exerceu os seguintes cargos: Administrador Paroquial, Vice-Pároco, Pároco, Chanceler, Coordenador Diocesano da Pastoral, Diretor Acadêmico da Escola Diácona, Vice-Reitor e Professor do Seminário Maior de São José, Membro do Conselho Presbiteral, do Conselho dos Formadores e do Colégio dos Consultores. Além disso, foi Diretor Acadêmico e Professor do Instituto de Filosofia Sapientiae, da Diocese de Anápolis. De 19 de fevereiro de 2019 a 12 de setembro de 2020, foi Administrador Diocesano de Uruaçu.
Em 23 de setembro de 2020, foi nomeado pelo Papa Francisco como bispo de Rubiataba-Mozarlândia. Foi consagrado em 6 de dezembro seguinte, no Santuário Diocesano Nossa Senhora D'Abadia de Muquém, por Dom José da Silva Chaves, auxiliado por Dom Messias dos Reis Silveira, bispo de Teófilo Otoni e por Dom Adair José Guimarães, bispo de Formosa.
Em 28 de maio de 2025, foi transferido pelo Papa Leão XIV para a Diocese de Luziânia, sucedendo Dom Waldemar Passini Dalbello. Sua nomeação foi recebida com alegria pela Conferência Nacional dos Bispos do Brasil (CNBB), que destacou sua dedicação pastoral, experiência acadêmica e espírito de serviço à Igreja Católica. A Sua posse está programada para ocorrer dia 2 de agosto de 2025 na Catedral Divino Espírito Santo.

## Obras publicadas
Damascena publicou as seguintes obras:
- “O personalismo de Karol Wojtyla”, Trilhas Filosóficas, ano 9, n.1, Jan-Jul 2016, p.37-60.
- “Rumo ao pluralismo personalista com base no personalismo de Karol Wajtyla”. Quién. Revista de Filosofia Personalista, n. 5, 155-159, 2017.
- “Educar para a verdade segundo Hang-Georg Gadamer”. Brasiliensis, v. 4, p. 127-146, 2015.
- “Educar para a vida: contribuições de uma visão ontológica do ser humano para a educação”. FasemCiências, v. 5, p. 17-31, 2014.